# Aline Magnusson
Aline Dorothy Mary Magnusson, född 29 mars 1939 i Irland, är en svensk skulptör.
Aline Magnusson växte upp på en gård i nordöstra Irland och är bosatt i Sverige sedan 1963. Hon utbildade sig på West of England College of Art i Bristol i Storbritannien 1956–61, på Konstfackskolan i Stockholm 1967–70 och på Konsthögskolan i Stockholm 1970–76.
Aline Magnusson är mest känd för naturalistiska skulpturer av hästar och andra djur.
| ”                 | Jag är uppvuxen i Irland på en gård som var ensligt belägen vid havet. Eftersom det inte fanns några lekkamrater i vår närhet fick djuren på och runt gården bli mina vänner. Vi hade hästar, kor, får, getter, grisar, höns och givetvis katter och hundar. I naturen omkring oss fanns allt från sälar och sjöfåglar till vesslor och andra små landdjur. Jag var fascinerad av deras beteenden och lekar och kunde sitta i timmar och studera dem. ... Med mina skulpturer vill jag förmedla en hälsning från naturen till betraktare av alla åldrar – från barn till pensionärer. | „ |
| – Aline Magnusson | |   |

## Offentliga verk i urval
- Norsk fjordhäst (1973), brons, Kvarteret Fältöversten i Stockholm
- Fyra årstider (1974), relief i gips, svenska ambassaden i Brasília
- Huset året runt (1981), fyra reliefer, målad gips, Gnosjö vårdhem
- Valborgsmässoeld (1983), målad gips, Fruängens vårdcentral, Stockholm
- Noshörning (1991), brons, Jarlaberg i Nacka
- Svenska husdjur och Häst och bagge (1991), kvarteret Trädskolan i Enskede i Stockholm
- Betty, Susi, Sofia och de andra (1992), flera djurskulpturer i brons, Södra stationsområdet i Stockholm
- Sälberget (1992), sju bronsskulpturer, Nacka strand, Nacka
- Travhäst (1992), brons, Örebro travbana
- Små husdjur (1994), brons, bostadsrättsföreningen Lärkträdet i Haninge kommun
- Häst med tvillingföl, brons (1994), Orminge centrum, Nacka
- Hästkvintett (1996), brons, utanför förskolan Stella Nova i Hallonbergen i Sundbyberg (tidigare vid Hallonbergens centrum)[2][3][4]
- Sto och föl (1997), brons, Sinnenas och minnenas park i Hällefors
- Katt och ekorre (1997), brons, bostadsområdet Polstjärnan i Hällefors
- Ridhästar (1997), brons, Barkarbyskolans gård, Järfälla kommun
- Djuren i lutgården (1997), elva bronsskulpturer, kvarteret Skvadronen i Rissne i Sundbyberg
- På upptäcktsfärd (2001), brons, Storgatan i Höganäs
- Flicka och höna (2001), Källebergsg. 31, Viskafors
- En hjord (2005), brons, utanför Jägersro köpcentrum i Malmö
- Ramverk (2011), brons, HSB Nacka Forum i Nacka
- Billy, Nanny och Kiddy(2014), Tollare gård i Nacka
- Hängbukssvin, brons, universitetssjukhuset i Linköping
- Arbetshästar, brons, Solna strandväg, Solna kommun
- Små tamdjur, Ylande vargfamilj och Lekande kalv och fölunge (1994), brons, bostadsrättsföreningen Snickaren i Bandhagen i Stockholm
- Tre bronsskulpturer, bostadsrättsföreningen Tre Kullar, Ekerö
- Vattenbuffel, brons, Nässjö
- Grisslingen, brons, torget i Byrum på Læsø i Danmark
- Får (9 st.), Spegeldammsparken i Järvastaden, Solna kommun[5][6][7]

## Bildgalleri

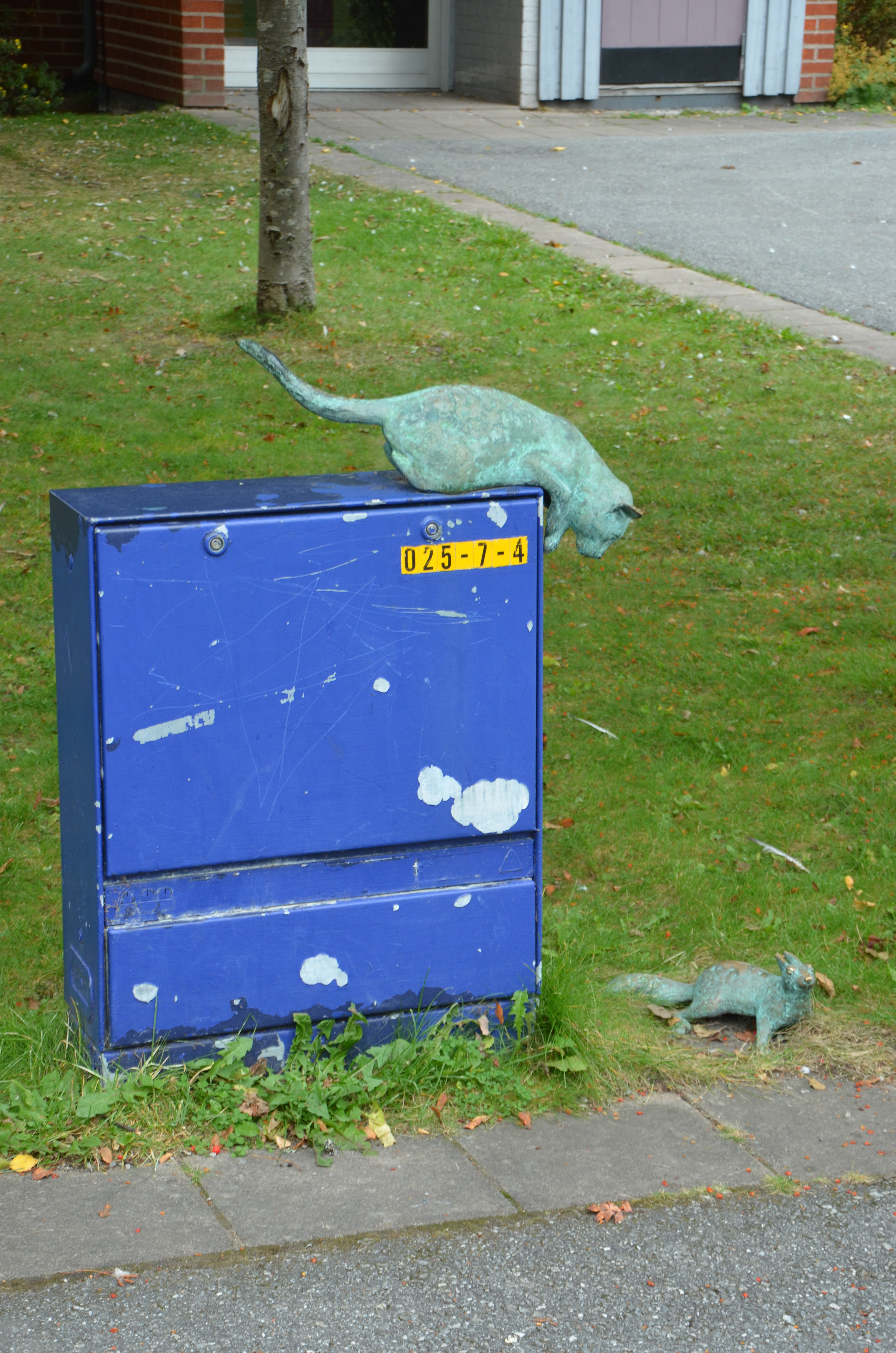
Katt och ekorre i Hällefors
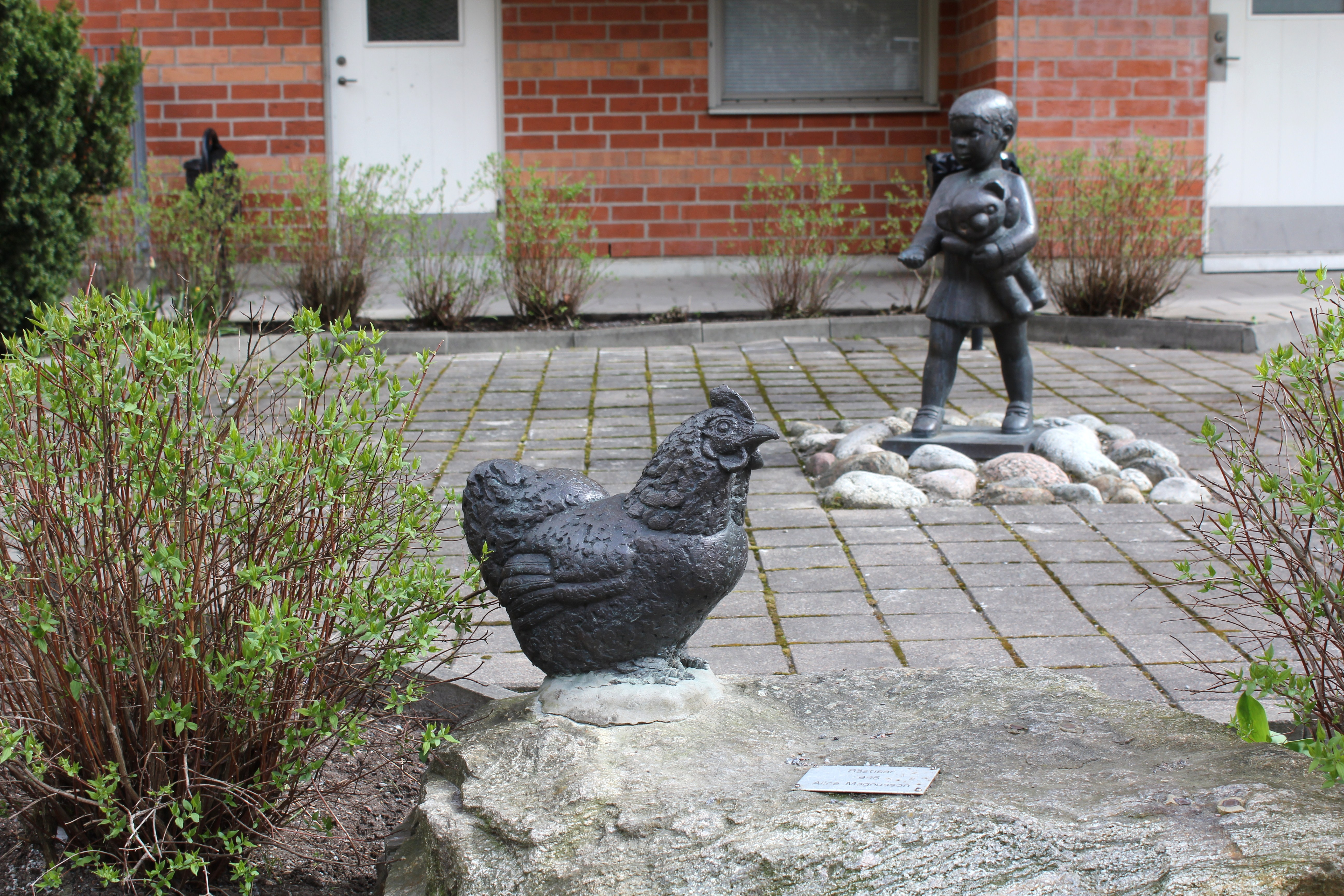
Bästisar, Farsta strand, Stockholm
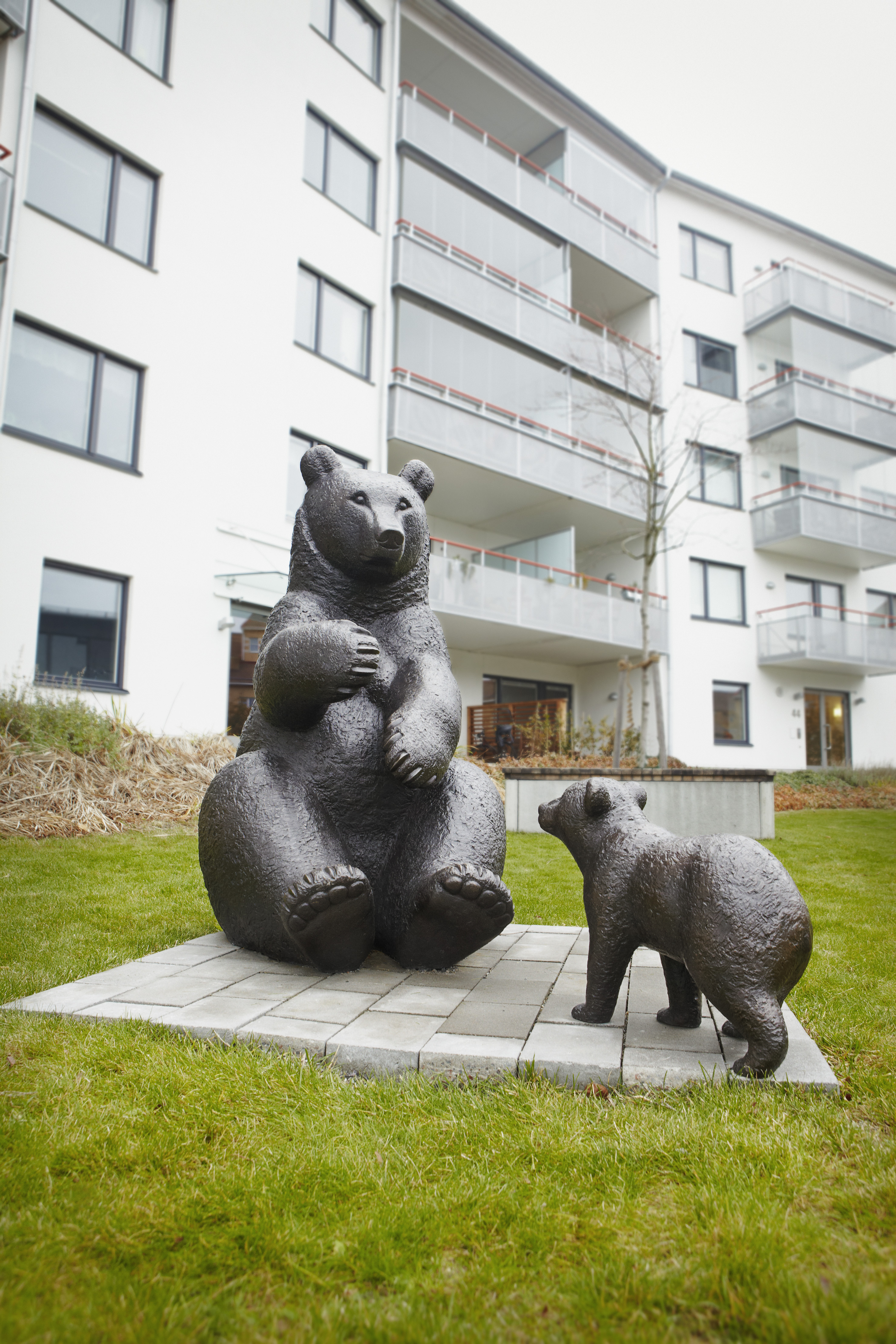
Ramverk i Nacka
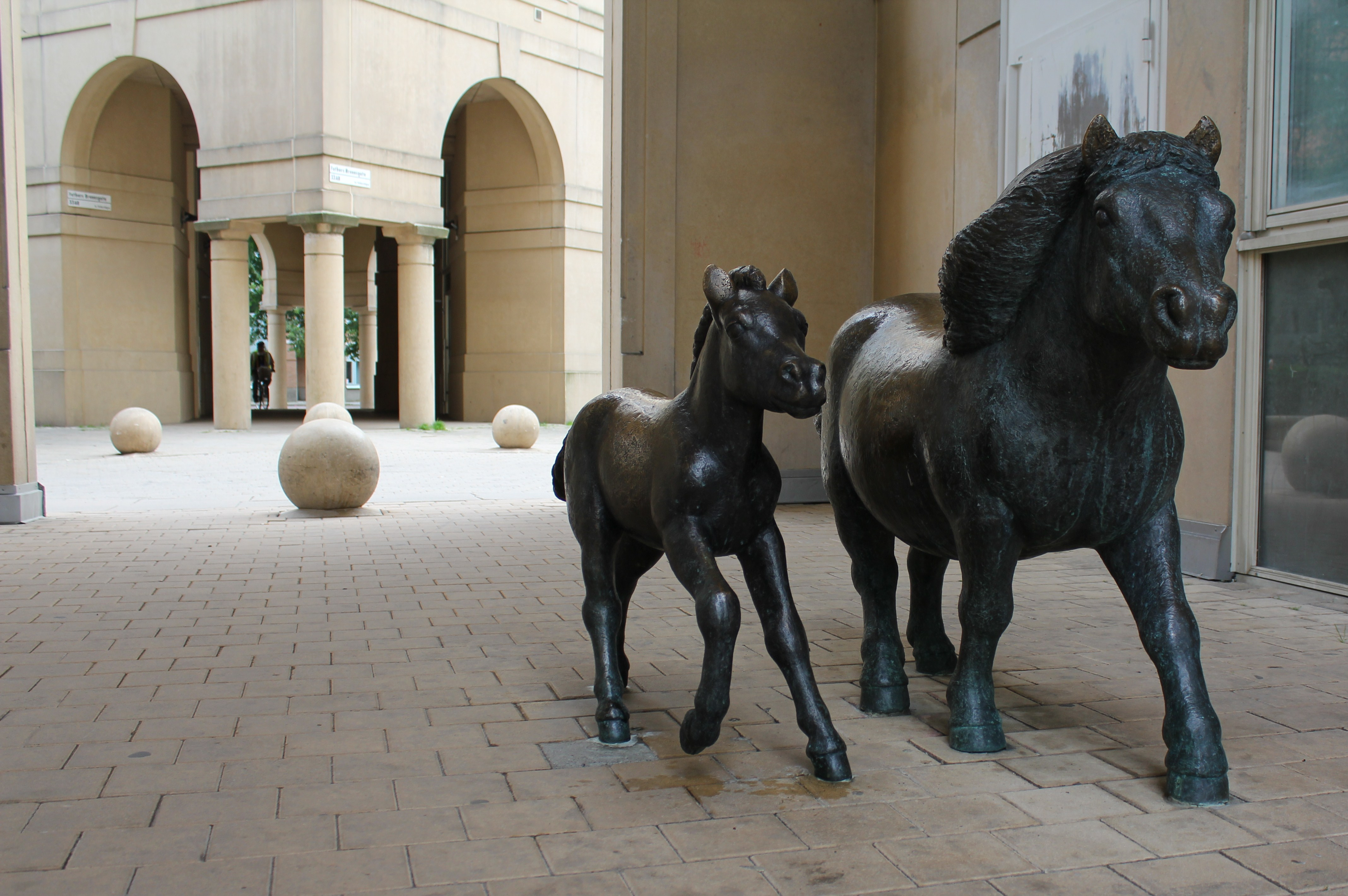
Daphne och Olle i Bofills båge på Södermalm i Stockholm
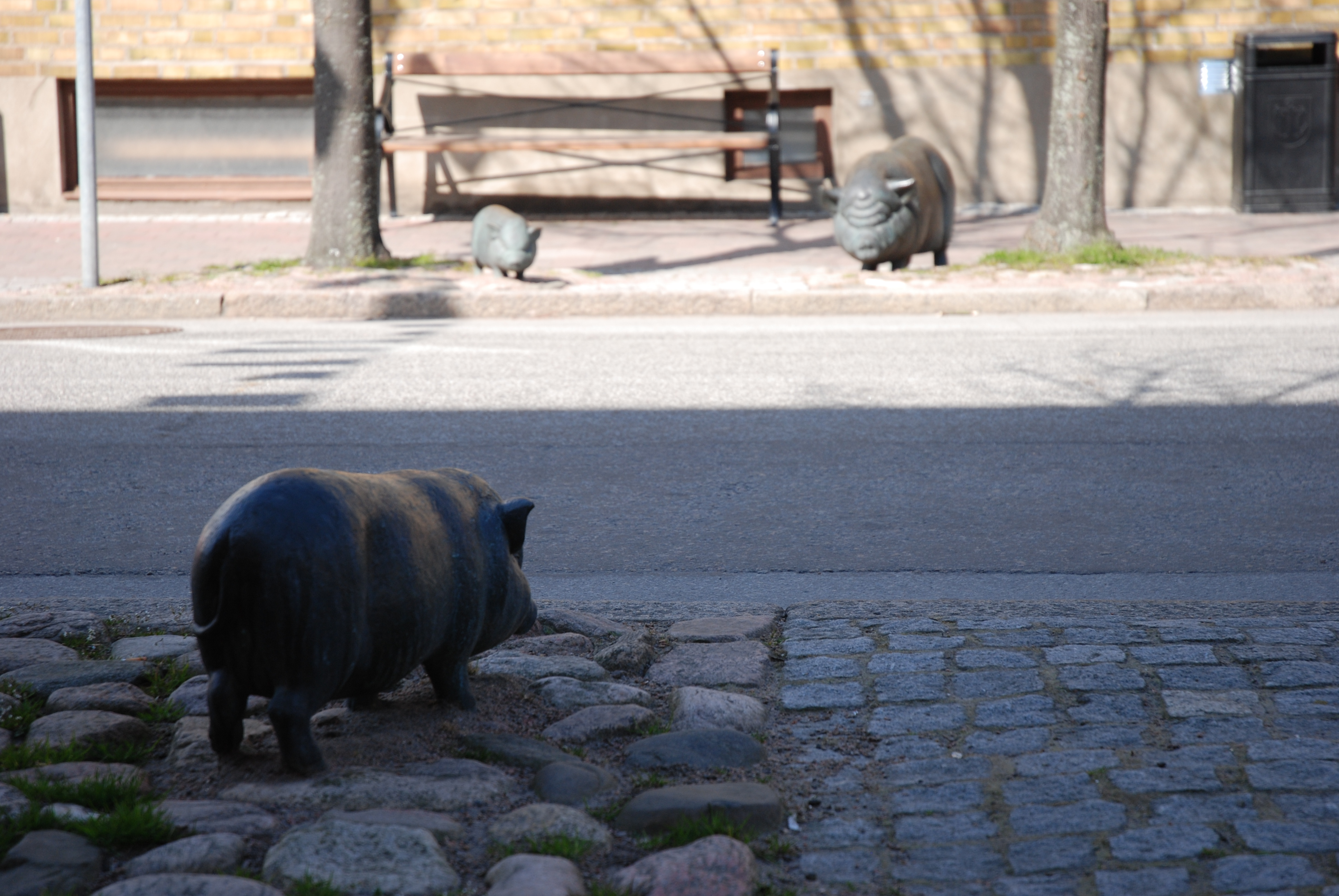
På upptäcktsfärd i Höganäs